# Memória somente de leitura
A memória somente de leitura ou ROM (acrônimo em inglês de read-only memory) é um tipo de memória que permite apenas a leitura, ou seja, as suas informações são gravadas pelo fabricante uma única vez e após isso não podem ser alteradas ou apagadas, somente acessadas. São memórias cujo conteúdo é gravado permanentemente.
Uma memória somente de leitura propriamente dita vem com seu conteúdo gravado durante a fabricação. Atualmente, o termo Memória ROM é usado informalmente para indicar uma gama de tipos de memória que são usadas apenas para a leitura na operação principal de dispositivos eletrônicos digitais, mas possivelmente podem ser escritas por meio de mecanismos especiais. Entre esses tipos encontramos as PROM, as EPROM, as EEPROM e as memórias flash. Ainda de forma mais ampla, e de certa forma imprópria, dispositivos de memória terciária, como CD-ROMs, DVD-ROMs, etc., também são algumas vezes citados como memória ROM.
Apesar do nome memória ROM ser usado algumas vezes em contraposição com o nome memória RAM, deve ficar claro que ambos os tipos de memória são de acesso aleatório.

## Tipos de ROM
- PROMs (Programmable Read-Only Memory) podem ser escritas com dispositivos especiais, mas não podem mais ser apagadas ou modificadas
- EPROMs (Erasable Programmable Read-Only Memory) podem ser apagadas pelo uso de radiação ultravioleta permitindo sua reutilização
- EEPROMs (Electrically Erasable Programmable Read-Only Memory) podem ter seu conteúdo modificado eletricamente, mesmo quando já estiver funcionando num circuito eletrônico
- Memória flash semelhantes às EEPROMs são mais rápidas e de menor custo

## Arquitetura da ROM

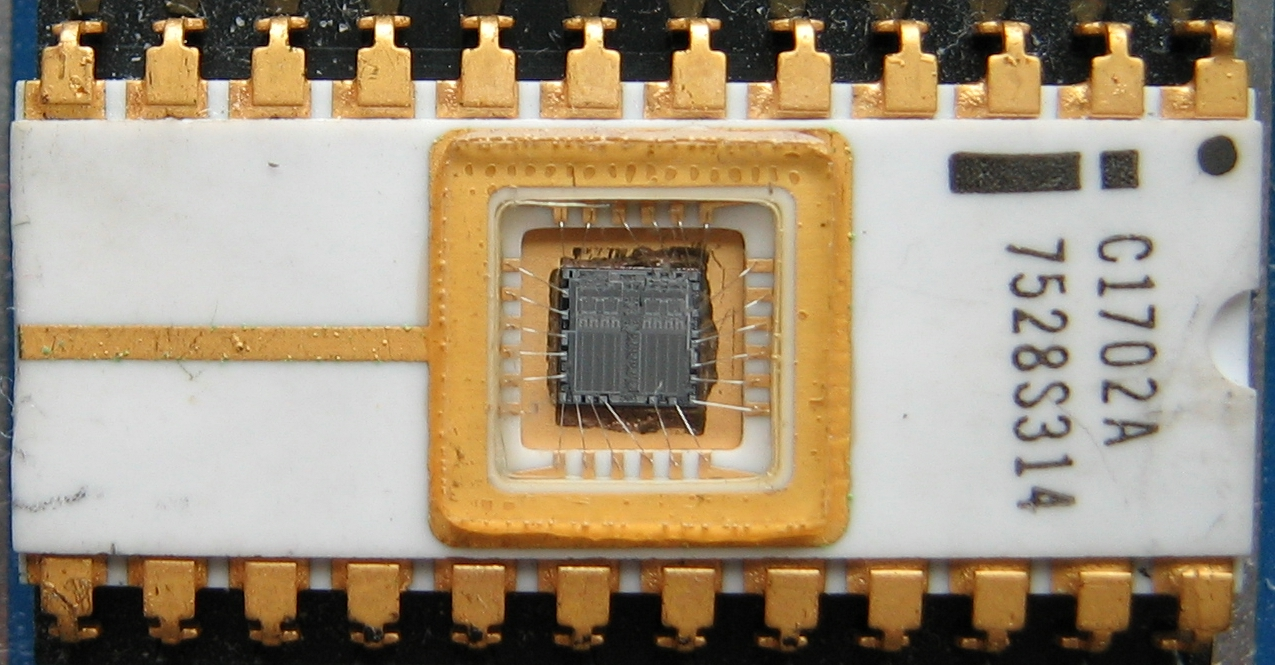
EEPROM da Intel de 1971

Com a evolução da ROM seu próprio nome perdeu sentido pois os dados são gravados nelas apenas uma vez. Depois disso, essas informações não podem ser apagadas ou alteradas, apenas lidas pelo computador, exceto por meio de procedimentos especiais, mas seu foco não é para gravação com frequência. Vários aparelhos eletrônicos usam essa tecnologia, como leitores de DVD, placas de computador, taxímetros, celulares. Dá-se o nome de firmware para o software gravado dentro da ROM para o funcionamento destes aparelhos. O firmware de um aparelho é para ele como um sistema operacional, que além de fazer a comunicação entre o usuário e o aparelho, tem funções pré-programadas para execução quando solicitadas pelo usuário ou por um outro aparelho nele acoplado. O firmware pode ser atualizado caso seja necessário por alguma eventualidade ou erro de programação, mas para isto o aparelho deve estar funcional para poder fazer a atualização.
A ROM também foi bastante usada em cartuchos de videogames. Atualmente emuladores de videogames utilizam "ROMs", que nada mais são que os softwares extraídos de um cartucho.

## Aplicações da ROM
A memória ROM está presente em qualquer dispositivo digital, como por exemplo um relógio.
Sempre que um computador é iniciado, ele necessita de informações existentes em algum lugar para carregar suas funções básicas e/ou principais de uma forma que elas sempre sejam acessíveis e não se apaguem ao interromper a alimentação. Em um sistema operacional, a ROM é responsável pela BIOS, que por sua vez, é responsável pela inicialização de todos os componentes do sistema (boot), pelo auto-teste e pelos testes da memória e dos componentes do hardware.
Satélites, controles remotos, impressoras, celulares, todos os aparelhos digitais comportam uma ROM para realizarem suas tarefas básicas.
O uso da memória ROM vêm aumentando conforme surgem novas tecnologias, além de serem portadores de firmwares, hoje utilizam-se memórias flash (que também são memórias ROM) para o armazenamento de diversos tipos de dados.
Uma grande perspectiva para as Flash ROM é a possibilidade de um dia esta memória poder substituir de vez os tão usados discos rígidos, mas isto ainda não é possível, pois as memórias flash embora possam comportar diversos dados, ainda possuem capacidade muito menor do que os HDs enquanto o preço é bem superior.